# Пілюгін Євген Іванович
Пілюгін Євген Іванович (нар. 7 серпня 1947) — український художник декоративного мистецтва, народний майстер з художнього килимарства. Педагог, відмінник народної освіти України, викладач вищої категорії.

## Життєпис
Народився 7 серпня 1947 року в селі Замістя Чернігівського району Запорізької області.
Художню освіту отримав у Московському художньо-промисловому училищі ім. Калініна (1965—1973 рр.) та Українському поліграфічному інституті ім. Івана Федорова.
Після закінчення навчання в МХПУ ім. Калініна працював у Решетилівському художньому професійно-технічному училищі. Старший викладач, заступник директора по навчально-виробничій роботі, майстер виробничого навчання.
Учасник художніх виставок з 1973 року, член Національної спілки художників України з 1990 року, член Національної спілки майстрів народного мистецтва з 1991 року, Заслужений майстер народної творчості України з 2009 року.
Лауреат III фестивалю молоді України (1977 р.), нагороджений знаком за підготовку та проведення XII Всесвітнього фестивалю молоді в Москві (1985 р.). 2007 року — лауреат обласної премії І. П. Котляревського.
Автор Герба та Прапора Решетилівщини. Брав участь у створенні музеїв художніх промислів Решетилівського художнього ліцею, Решетилівського центру культури та дозвілля «Оберіг», музею О. Ковіньки у селі Плоске Решетилівського району.
З 1994 року спільно з архітектором С. М. Адаменком виконував замовлення адміністрації Президента України.
У 2001 році виконував замовлення для Національного банку України, а 2006 року для Національного палацу «Україна».
2007 року замовлення адміністрації Президента України.
Брав участь у виготовленні гобеленів для Донецького оперного театру за ескізами Андрія Чебикіна.
Роботи зберігаються в музеях Дніпропетровська, Полтави, Запоріжжя, Києва, Опішні, Решетилівки та приватних зібраннях. У ресторанах «Мисливський двір» у Харкові, «Козачок» у Києві та селі Щасливе.
Постійний учасник Міжнародних, Всеукраїнських, регіональних та персональних художніх виставок.